# GoPro
GoPro, Inc. (anteriorment Woodman Labs, Inc.) és una empresa que desenvolupa, produeix i ven càmeres personals d'alta definició per enregistrar i fotografiar esports extrems. Són càmeres compactes, lleugeres, resistents i que poden col·locar-se en vehicles. Fan fotos i vídeos en alta definició amb un objectiu gran angular. També poden funcionar de forma automàtica amb una mínima intervenció, o controlar-se de forma remota.
L'empresa va ser fundada el 2002 per Nick Woodman i té la seu a San Mateo (Califòrnia). El juny de 2014 va realitzar la seva sortida a borsa i cotitza al NASDAQ des de llavors.

## Història
Abans de fundar de l'empresa, Nick Woodman era un jove entusiasta dels temes de mercadeig que tenia la idea de crear la seva pròpia empresa. Abans que se li acudís la idea de les càmeres d'esports extrems, va portar a la bancarrota dues empreses: una pàgina web per a vendre productes electrònics a baix cost (empowerall.com) i una plataforma de jocs i màrqueting que donava als seus usuaris la possibilitat de guanyar premis (Funbug), ambdues fallides per manca d'èxit comercial.
L'any 2002, durant unes vacances per les platges d'Indonèsia i Austràlia, Nick Woodman va veure que no hi havia cap càmera que oferís la possibilitat de gravar i fer fotografies mentre es practicava surf o qualsevol esport extrem. Allà mateix fabricà un suport primitiu per al seu canell on s'hi adheria una petita càmera reflex de la marca Kodak. Aquest invent va ser el principi del que vindria després. La idea original era crear un tipus de càmera que pogués servir als surfistes per ensenyar les seves proeses practicant aquest esport o qualsevol esport extrem.
Amb 27 anys, Nick va tornar als Estats Units amb aquesta idea però sense diners. Només disposava d'una furgoneta Volkswagen, que va utilitzar per preparar la documentació necessària per registrar les patents de les seves càmeres, així com per finançar la seva start-up. Amb la furgoneta es va dedicar a recórrer la costa de Califòrnia amb la seva esposa venent cinturons de perles i petxines que havia adquirit a Bali per menys de dos dòlars i que revenia als Estats Units per més de seixanta.

### Els primers models

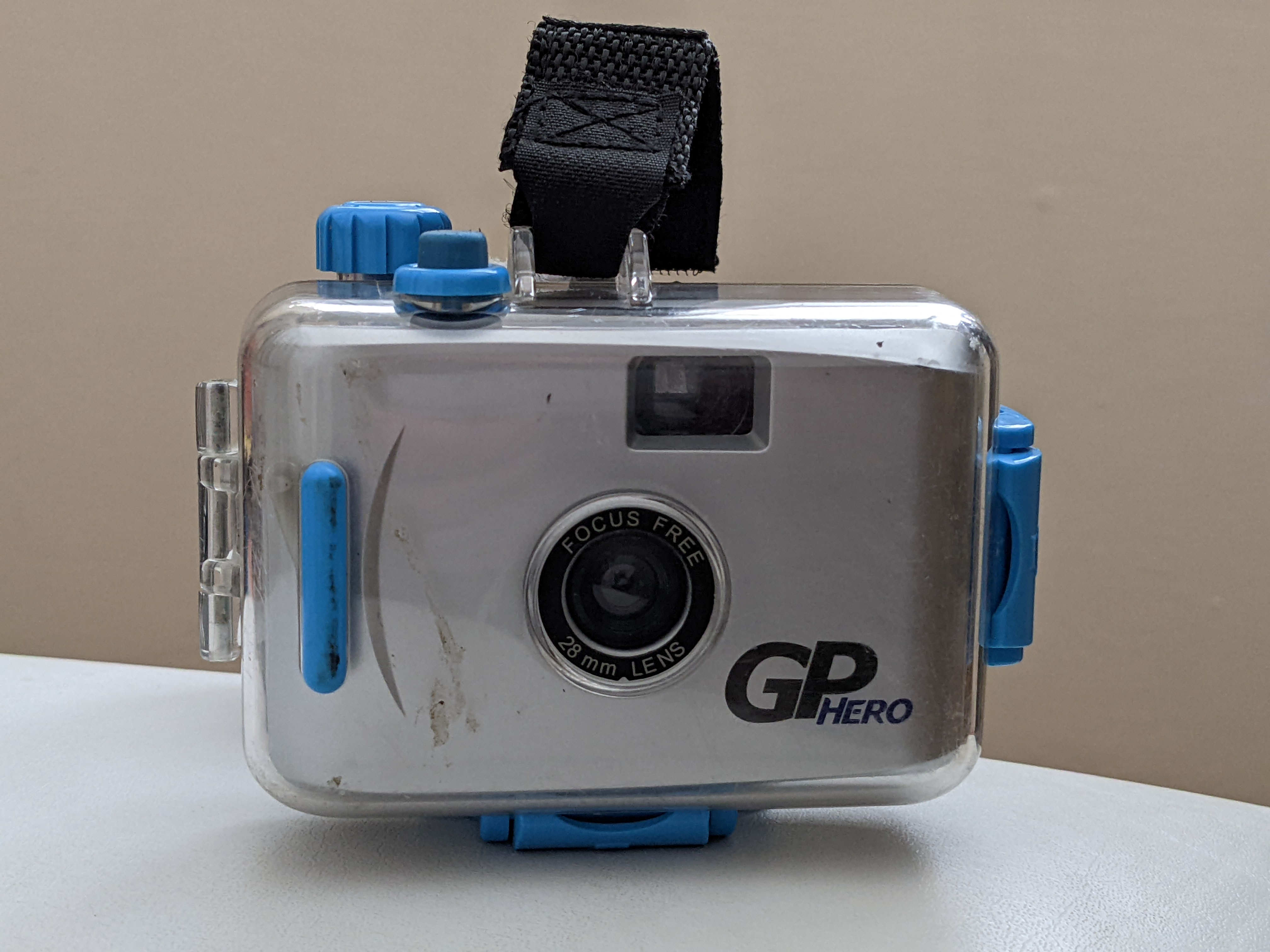
Primer model de càmera GoPro, una càmera de cinema dins una carcassa impermeable

L'any 2004, llança la primera versió comercial de GoPro. Aquest model encara estava basat en càmeres de 35mm que importava de la Xina per després tunejar-les, en un principi només adaptant-les a les taules de surf, i vendre-les per trenta dòlars. Aquestes càmeres utilitzaven els vells formats anàlegs, és a dir, rotlles per a fotografies.
En aquells moments, Nick Woodman recorria totes les fires esportives del país amb la seva Volkswagen. D'aquesta manera, va obtenir que el primer GoPro estigués present en un esdeveniment esportiu celebrat a San Diego, l'any 2004. L'any següent, el 2005, va facturar 350.000 dòlars amb les seves càmeres venudes a les botigues d'esport especialitzades.

### De la reconversió tecnològica a l'actualitat

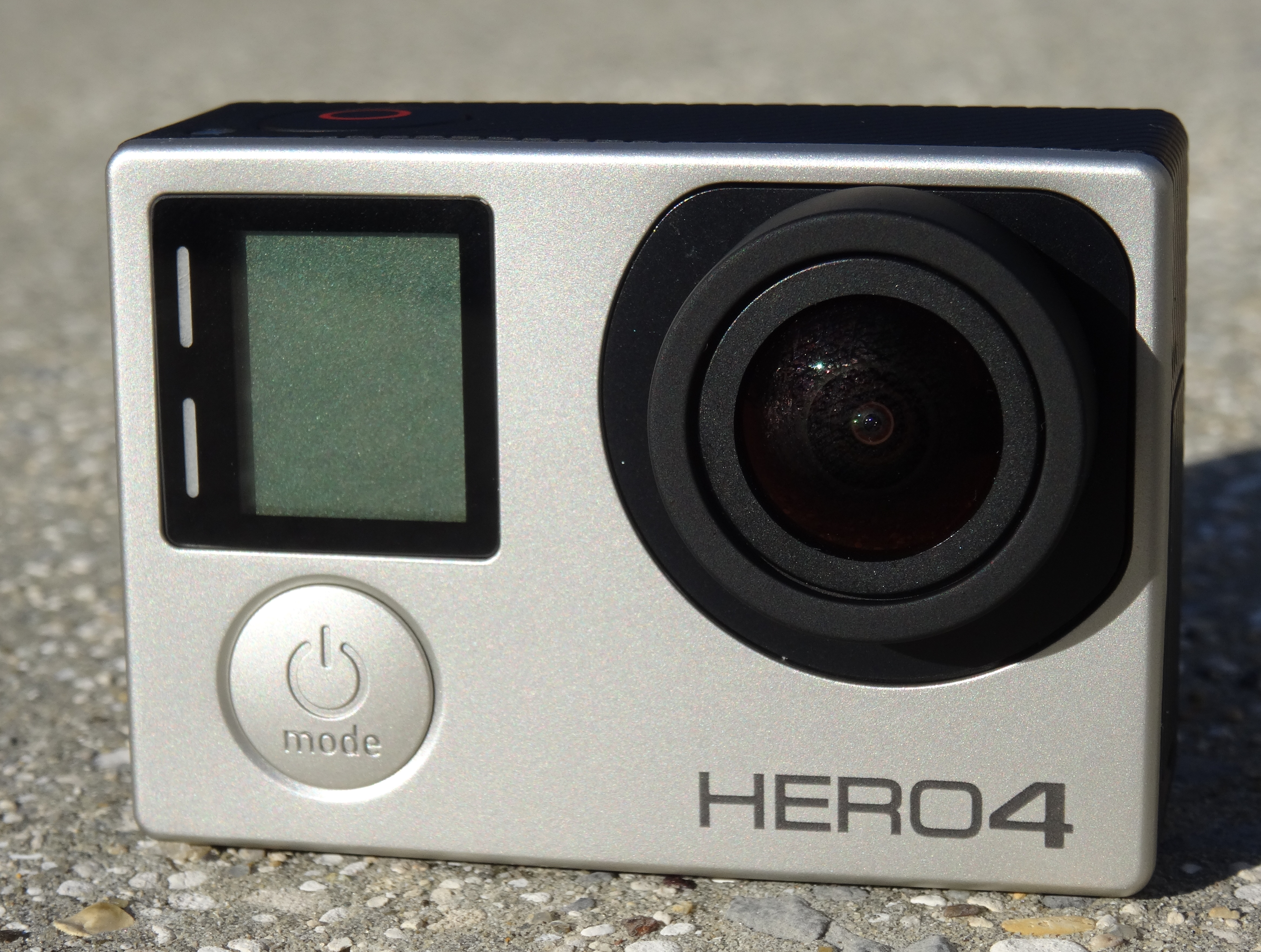
Càmera GoPro Hero 4.

L'any 2006 va començar a vendre càmeres digitals. El principal problema n'era que només gravaven vídeos de deu segons i sense àudio. L'any 2007 aquests problemes Es van resoldre i va aparèixer la primera versió de la càmera que coneixem avui dia. A partir d'aquell moment, la companyia ha innovat en tots els sentits possibles: model de negoci, alta tecnologia i màrqueting, ja que es dedica a patrocinar esportistes i esdeveniments d'alta competició.
L'any 2008 GoPro va incloure lents amb visió panoràmica i accessoris per portar la càmera a qualsevol lloc. L'any 2010 es van crear lents per a vídeos d'alta definició, una de les qualitats més representatives de la marca. El 2012 va llançar al mercat la GoPro Hero 3, una càmera capaç de gravar en HD i 12 megapíxels. Aquest tipus de càmera ha anat evolucionant i, de del 2017, ja és al mercat la GoPro Hero 6.

### Sortida a borsa, èxit i declivi
El juny de l'any 2014 va sortir a borsa. Al principi, les accions de l'empresa van pujar més d'un 30%. La companyia va obtenir 427,2 milions de dòlars amb la sortida a borsa de 17,8 milions de títols i va tenir una demanda vint vegades superior a l'oferta.
El preu final de 24 dòlars per acció es va situar a la zona més alta de l'arc entre 21 i 24 unitats que havia avançat prèviament la companyia. Nick Woodman, el fundador de GoPro, va considerar que l'èxit de l'empresa es devia al fet que els clients comparteixen les seves experiències i arribaven a pujar fins a sis mil vídeos a YouTube per dia.
Després d'aquest èxit, es va produir el declivi de les accions en borsa. El març de l'any 2017, les accions de l'empresa van arribar als nivells més baixos de la seva història, amb una caiguda que superà el 10% i va portar la companyia a perdre els 8 dòlars. Això es va deure al fracàs de les dues darreres creacions, llançades a final del 2016: el dron Karma i la GoPro Hero 5.

## Competència
En el terreny de les càmeres d'acció, GoPro roman un gran referent, però li ha sorgit una gran competència amb preus més assequibles. Sony en té que superen GoPro en molts nivells, especialment pel que fa al cost-benefici. D'altra banda, Polaroid i HTC van llançar al mercat opcions que, tot i tenir menys prestacions, són atractius per a usuaris principiants que no volien pagar centenars de dòlars per una càmera. Per a contrarestar aquesta competència, GoPro va reduir el nombre de models i els preus dels models més bàsics.

## Productes
Al llarg de la seva història, la companyia americana GoPro ha llançat al mercat tota mena de dispositius i aparells: càmeres, drons, estabilitzadors i accessoris. A continuació, s'enumeren alguns d'aquests dispositius.

### Càmeres
- GoPro HERO: És la més senzilla de la gamma i la més fàcil d'utilitzar. Permet obtenir una mitjana de 5 fotogrames per segon i grava vídeos amb qualitat 1080p30 i 720p60 amb àudio integrat. Algunes de les seves funcionalitat són la d'obtenir imatges cada certs segons, el mode ràfega i el fet que és submergible fins 40 metres i que té un pes de 110 grams.[10]
- GoPro HERO+: Incorpora WIFI i Bluetooth per poder disparar la càmera des de l'aplicació de GoPro.
- GoPro HERO+ LCD: Integra una pantalla LCD des de la qual es pot controlar la presa i es pot veure l'enquadrament precís.
- GoPro HERO 3: capaç de gravar en alta definició i 12 megapíxels.
- GoPro HERO 4 Session: Destaca per ser més lleugera que la resta de models. Té una resolució de vídeo de 1440p30 i 1080p60 i una velocitat de fotograma de 720p100. Consta de 8MP, ràfegues de fins 10 fotogrames per segon, doble micròfon, bateria integrada, WIFI i Bluetooth. A més, és submergible sense carcassa addicional fins 10 metres.[10]
- GoPro HERO 4 Silver: Destaca per la seva pantalla tàctil. A part de millorar la qualitat de vídeo i el sistema d'àudio, incorpora un mode de vídeo seqüencial (per realitzar vídeos timelapse) i els modes Night Photo i Night Lapse per fotografia nocturna.
- GoPro HERO 4 Black: Té una resolució de vídeos a 4K30 i 2,7K60 que combina càmera lenta de 1080p120 i 720p240 gràcies al seu processador, que és el doble de potent.
- GoPro HERO 5: Resolució de vídeo 4K HD, control per veu i pantalla tàctil fàcil d'utilitzar.[11]
- GoPro HERO 6: Amb display frontal on apareix el format de gravació, l'espai disponible i la bateria, i un altre de posterior de dues polzades i tàctil. És submergible a 10 metres de profunditat. La gran novetat és que és capaç de realitzar captures en 4K a 240 fps i incorpora el format RAW i HDR per tal d'obtenir preses millors i més fluïdes. El sensor de la càmera té un millor estabilitzador d'imatge i un sistema de transferència des de la càmera al mòbil via WIFI tres vegades més ràpid.[12]
- GoPro Fusion: És una càmera de forma quadrada que té en ambdues cares una lent de 18 megapíxels que captura imatges en 360 graus. A més, és capaç de gravar vídeos des de tots els angles amb una qualitat de 5,2K a 30 quadres per segon o en 3K més fluid amb 60 fps.[12]
- GoPro HERO 7 White: Càmera de 10 MP, amb una resolució de vídeos a 1080p a 60 fps. Integra control de veu, pantalla tàctil, opció de càmera lenta x2 i submergible fins a 10 metres.[13]
- GoPro HERO 7 Silver: Semblant a la Go Pro HERO 7 White, destaca per la seva resolució de vídeos a 4k a 30 fps. També té l'opció de GPS i incorpora el format WDR. Com la GoPro Hero 7 White integra control de veu, pantalla tàctil, opció de càmera lenta x2 i és submergible fins a 10 metres.[13]
- GoPro HERO 7 Black: El millor model de GoPro Hero 7, té 12 MP i una resolució de vídeos 4K60 1080p240. Incorpora pantalla tàctil, control de veu, format WDR, l'opció GPS i submergible fins a 10 metres. Podem destacar la càmera lenta x8, el sistema de vídeo HyperSmooth (estabilització electrònica d'imatge) i l'opció de transmetre en directe.[13]

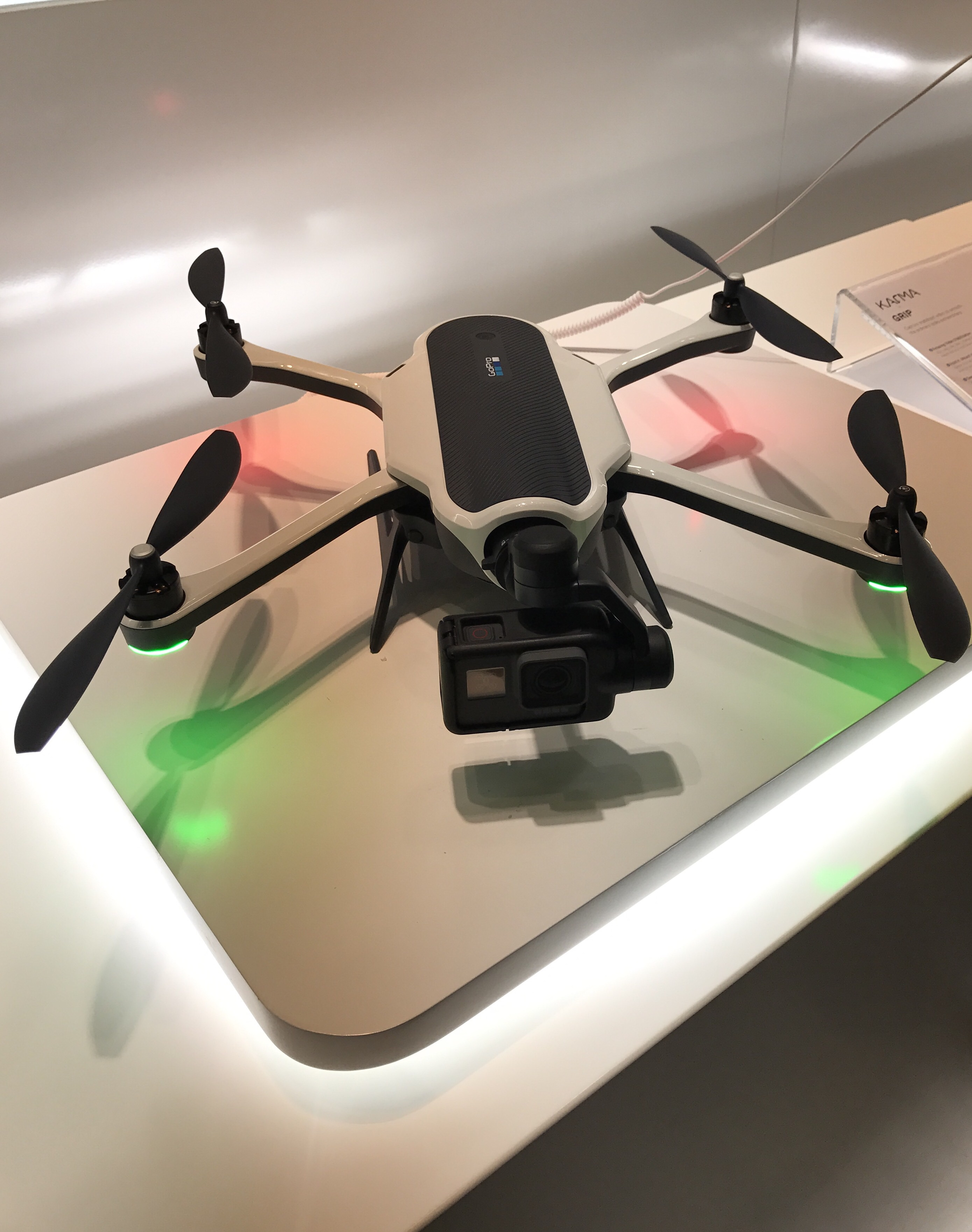
GoPro Karma Dron amb la GoPro hero 5.

### GoPro KARMA Drone
El GoPro Karma era l'avió de consum de GoPro, fins a la seva interrupció el gener de 2018.
El 2014, GoPro va iniciar converses amb DJI per a un model d'etiqueta privada construït amb la marca GoPro. Després del fracàs d'aquestes negociacions, GoPro va signar un acord amb 3D Robotics (3DR) per a una associació similar basada en els controladors de vol de 3DR. Robotics no ha complert els terminis acordats. Com a resultat, GoPro va tenir el control total del procés de desenvolupament a mitjans de 2015.
Programat per ser llançat a principis de 2016, el projecte GoPro Karma es va retardar diverses vegades abans que el GoPro Karma es va anunciar amb una data d'introducció del 23 d'octubre de 2016. El Karma va ser llançat juntament amb els models més nous de les càmeres HERO5 i Session i compta amb un dispositiu de mà extraïble estabilitzador (gimbal) integrat en el disseny. Després d'uns quants clients es van queixar de la fallada elèctrica durant l'operació, GoPro va recordar els drons de Karma i va donar als seus clients reemborsaments complets.
Al febrer de 2017, GoPro va tornar a llançar el Karma Drone. No obstant això, el gener de 2018, GoPro Inc. va dir que tallaria més del 20 per cent de la seva mà d'obra global i que posa fi al seu negoci després d'un decebedor quart trimestre. La companyia va dir que espera vendes d'uns 340 milions de dòlars, molt menys de la seva pròpia projecció anterior de fins a 480 milions de dòlars i l'estimació mitjana de l'analista de 472 milions de dòlars. Els seus ingressos van tenir un impacte de $ 80 milions per descomptat per als seus drones Karma, així com la seva línia de càmeres Hero, durant la temporada de vacances.

#### Passenger
El mateix 2016 GoPro va llançar una apliació anomenada Passenger que permet donar accés de convidat a una altra persona (a part del propi pilot) perquè pugui veure en directe els elements que s'estan enregistrant. La connexió s'estableix a partir de la xarxa Wi-Fi que crea el controlador del dron Karma de GoPro.
Un detall especialment interessant és que l'usuari convidat, a part de veure les imatges en directe, pot controlar certs aspectes del funcionament per millorar la qualitat del vídeo, com la resolució, el nombre de fotogrames per segon, l'amplitud del camp de visió, etc. D'aquesta manera, si el pilot del dron està realitzant alguna activitat esportiva que l'impedeixi controalr aquests ajustaments o revisar com estan quedant les imatges, pot confiar aquests aspectes tècnics a l'usuari convidat, que actuarà com a tècnic del vídeo en temps real.
Tot i que en un primer moment només es podia adquirir a Google Play, actualment l'App Store també ofereix aquesta aplicació.

##### Funcionament
Per tal d'activar les funcions associades a l'aplicació, el pilot ha d'activar la funció Passenger des del controlador del dron, de manera que es crearà una xarxa protegida amb una contrasenya a la què es pot connectar l'usuari convidat de confiança.
L'inconvenient més destacat és que el convidat cal que es mantingui sempre a prop del controlador per poder estar connectat amb la xarxa i així poder veure les imatges i controlar el dron des del seu dispositiu.

### GoPro KARMA Grip
GoPro va presentar el setembre de 2016 la seva dron Karma amb la qual pretenia fer-li la competència a DJI, el líder del sector de drons amb càmera de qualitat, i aquest llançament va tenir un segon protagonista, el Karma Grip que és el gimbal que fa servir el dron per estabilitzar els vídeos i té la peculiaritat que es pot extreure i col·locar en una empunyadura de mà (grip) juntament amb la càmera per poder usar-lo també en qualsevol activitat, no només en l'aire.
La bateria del Karma Grip té 1: 45h de durada segons les dades oficials, no és extraïble perquè el que no es pot portar una de recanvi. Els controls del GoPro Karma Grip són 4 botons que venen integrats en el cos i permeten encendre / apagar la càmera, canviar de manera, començar / aturar la gravació i incorporar etiquetes HiLight en moments clau que es vulguin destacar.
Una altra funció molt pràctica des dels controls és la variació i el bloqueig / desbloqueig de l'angle del gimbal, fins a +/- 90 graus, permetent fer preses agafant l'empunyadura en qualsevol posició, no només en vertical.

### Accessoris
Hi ha una gran varietat d'accessoris al mercat per als dispositius GoPro. Alguns d'aquests són els següents:
- Arnesos per al pit
- Smart Remote (disparador remot)
- Corretja per al cap
- Clip de subjecció
- Empunyadura flotant o pal de selfie
- Ventoses
- Suport per a barra, ja sigui pel manillar o per la cadira de la bicicleta
- Placa frontal de casc
- Suports per a trípode
- Suports per la mà, el canell, el braç o el peu
- Suport per a la taula de surf
- Filtres de buceig
- Bateries i carregadors

### Aplicacions d'edició de vídeo

#### Per a dispositius mòbils
Al febrer de 2016, GoPro, Inc. va anunciar l'adquisició de dues de les principals aplicacions d'edició de vídeo mòbil, Replay i Splice, per oferir solucions d'edició mòbil extremadament còmodes i potents a GoPro i als usuaris de telèfons intel·ligents de tot el món. Poc després, va néixer el conjunt creatiu mòbil de Quik ™ i Splice, dues eines creatives per ajudar a gestionar, editar i compartir tot el contingut de les càmeres GoPro i els dispositius mòbils.
Quik ™, la forma més ràpida i senzilla de crear videos increïbles i ofereix una simplicitat automatitzada; mentrestant, Splice proporciona un poder de programari d'edició d'escriptori perfeccionat per a mòbil o tablet. Sense importar el nivell d'habilitat, Quik ™ i Splice permeten a l'usuari editar com un professional. En pocs segons, es poden activar les diverses fotografies i clips corresponents i crear increïbles vídeos complementats amb la banda sonora que inclou, en aquest cas, Quik ™, que analitza automàticament els metratges per trobar els millors moments. També afegeix transicions i efectes i ho sincronitza tot al ritme de la música.
Quik ™ tots els diumenges sorprèn a l'usuari amb vídeos preparats per mirar moments agrupats al dispositiu mòbil. Aquest vídeo es pot desar o compartir.

##### Quik
Quik ™ està disponible per a iOS i Android de forma completament gratuïta. Actualment, també es troba disponible per a ordinadors.
Les seves característiques principals són:
- És una aplicació optimitzada per descarregar, organitzar i compartir fotos i vídeos enregistrats mitjançant la GoPro.
- Inclou potents funcions per veure i editar fotos en ràfega i intervals.
- Les HiLight Tag ajuden a trobar ràpidament els millors moments.

##### Splice
Splice fa que resulti senzill crear vídeos totalment personalitzats d'aspecte professional des de iPhone, iPad o iPod touch.
Les seves característiques principals són: 
A nivell d'eines d'edició permet:
- Sincronitzar automàticament el vídeo amb el ritme de la música.
- Aplicar filtres i ajusta els colors de fons, l'orientació...
- Afegir diapositives de títol, textos superposats i un final personalitzat.
- Ajustar la velocitat de reproducció per aconseguir moviment a càmera ràpida o lenta.
- Retallar i reenquadrar les fotografies i els clips de vídeo.
- Controlar les transicions i la seva velocitat.

A nivell de banda sonora permet:
- Elegir entre una enorme varietat de música i d'efectes de so o, fins i tot, utilitzar una cançó de la pròpia col·lecció de iTunes.
- Afegir veus en off o efectes de so personalitzats a partir del gravador de veu integrat.
- Retallar i barrejar diverses pistes d'àudio de forma precisa.

A l'hora de desar i compartir permet:
- Compartir directament el vídeo a YouTube, Instagram, Facebook, Vimeo, correu electrònic, missatges, etc.
- Compartir el vídeo en alta definició utilitzant un enllaç web privat.
- Guardar els vídeos a la fototeca fins a 1080p.[20]

#### Per a ordinadors
Com s'ha comentat anteriorment, Quik es troba disponible per a ordinadors. GoPro Fusion Studio és una altra aplicació disponible en aquests dispositius.

##### GoPro Fusion Studio
Aquesta aplicació permet portar les edicions un pas més lluny. Des d'una descàrrega fluïda i una edició avançada fins a l'addició d'efectes i l'ús compartit, GoPro Fusion Studio conta amb les eines que es necessiten per transformar el contingut de la càmera Fusion en vídeos, fotos i històries en una realitat virtual de qualitat professional.
A nivell de característiques, aquesta aplicació permet:
- Combinar i processar fàcilment contingut esfèric d'alta resolució.
- Descarregar continguts de forma ràpida directament des de Fusion o una carpeta de contingut.
- Ajustar el color mitjançant ajustaments predeterminats o manualment.
- Transformar el contingut a partir de diversos efectes, com l'ull de peix.
- Afegir un control com si s'utilitzés un estabilitzador que utilitza les daes del sensor per tal de suavitzar tota la gravació.
- Reduir el soroll del vent.
- Utilitzar l'assistent d'exportació per optimitar el contingut i que s'adapti al flux de treball.
- Sincronitzar-se amb Adope Premiere i After Effects.[21]

## Usos
Actualment, hi ha milers d'esportistes que utilitzen càmeres GoPro per gravar els seus entrenaments i les seves competicions. Tot i això, no només usen aquestes càmeres els esportistes professionals, sinó que també hi ha aficionats a l'esport que col·loquen una GoPro en manillars de bicicleta, taules de surf, piragües o cascs d'esports extrems de tota classe. És per això que GoPro està equipada amb una carcassa protectora que és impermeable, per evitar que el contacte amb la humitat (propi en aquest tipus d'esports) sigui un problema. De fet, Felix Baumgartner, l'home que va batre el rècord de caiguda lliure al llançar-se des de l'estratosfera, també portava posades cinc càmeres GoPro.
Gràcies a aquests dispositius, actualment la fotografia subaquàtica ja no és només exclusiva per aquells professionals que es dediquen a fer aquest tipus d'imatges amb una càmera subaquàtica que té un cost molt elevat, sinó que és més accesible degut al preu i a la simplicitat d'ús que té el dispositiu.
La NFL, la principal competició de futbol americà dels Estats Units, va instal·lar dispositius GoPro a tots els estadis per tal de gravar les repeticions dels touchdown.
En el món cultural, les càmeres GoPro també han estat de gran utilitat. El cineasta Michael Bay va incorporar aquesta tecnologia per gravar complexes seqüències d'acció. D'altra banda, Leviathan, un documental britànic del 2012 sobre pesca, va ser rodat íntegrament amb càmeres GoPro. Fins i tot el cèlebre grup de música The Rolling Stones ha arribat a col·locar a l'escenari càmeres GoPro durant els seus concerts.
Les càmeres també es poden aparellar amb l'aplicació mòbil de GoPro.